# Oxytropis scheludjakovae
Oxytropis scheludjakovae är en ärtväxtart som beskrevs av Michail Nikolajevitj Karavajev och Boris Alexandrovich Jurtzev. Oxytropis scheludjakovae ingår i släktet klovedlar, och familjen ärtväxter. Inga underarter finns listade i Catalogue of Life.